# ديماندا جلاس
دياماندا جالاس (من مواليد 29 أغسطس 1955) هي فنانة موسيقية وفنان تشكيلية أمريكية.
إن التزامها بمعالجة القضايا الاجتماعية ومشاركتها في العمل الجماعي جعلها تركز على مواضيع متنوعة مثل وباء الإيدز ، والأمراض العقلية ، واليأس ، وفقدان الكرامة ، فضلاً عن الظلم السياسي ، والمراجعة التاريخية وجرائم الحرب ، من بين أشياء أخرى كثيرة.   جذبت غالاس انتباه الصحافة بشكل خاص لصوتها - سوبرانو سوبوغاتو - وتشير الروايات المكتوبة التي تصف عملها بأنه أصلي ومحفز للفكر إليها على أنها "قادرة على إثارة الرعب الصوتي الأكثر إثارة للأعصاب" ، ثوري "،  " حداد لضحايا العالم "و" مبعوث المخاطرة والصدق والالتزام ".   لديها نطاق صوتي يتراوح بين 3 و 8 أوكتاف.  
كما ملحن، عازف البيانو، الأرغن وأداء الفنان، قدم المهرجانات أساسا عملها الخاص، ولكن وشملت لها العروض الحية أيضا أعمال الموسيقيين الآخرين، مثل الطليعية الملحنين إيانيس سيناكيس و فينكو غلوبوكار ، الجاز الموسيقي بوبي برادفورد ، عازف الساكسفون جون زورن ، وعازف ليد زيبلين ، جون بول جونز . تضمنت تسجيلات جلاس أيضًا عمليات تعاون ، بعضها مع فرق ريكول و إيراشور ، وعازف الآلات باري آدمسون ، والموسيقي كان أورال (المعروف أيضًا باسم خان) ، من بين آخرين.  

## كتب
- 1996 – The Shit of God
- 2017 – "Morphine & Others" featured in Outside: An Anthology

## قراءات أعمق
- Anon. "The Woman who knows too much: A conversation with Diamanda Galás, avenging queen of the damned". Bluefat.com. March 2008.
- Anon. "Interview with Diamanda Galás نسخة محفوظة 6 أكتوبر 2010 على موقع واي باك مشين.". Hellenism.net. July 2009.
- Batchelder, Edward. "Diamanda Galás: The Politics of Disquiet نسخة محفوظة 27 سبتمبر 2007 على موقع واي باك مشين.". People & Ideas in Profile. New Music Box. November 1, 2003. Interview and accompanying video.
- Fischer, Tobias. "Interview with Diamanda Galás". tokafi. August 24, 2005.
- Golden, Barbara. "Conversation with Diamanda Galás". 12.2 — Conversations at the 'Crack o’ Dawn'. eContact!. April 2010. Montréal: CEC.
- Zanchi, Luca. Lamentazione e Maledizione. Una Introduzione a Diamanda Galàs (Lamentation and Curse. An Introduction to Diamanda Galàs). Roma: Aracne, 2014.

## وصلات خارجية
- Diamanda Galás discography on Discogs
- ديماندا جلاس في قاعدة بيانات الأفلام على الإنترنت
- Twitchfilm: Interview with Diamanda Galás
- run-riot: Interview
- Live footage of Diamanda Galás from the Claxon Festival in the Netherlands (Holland Festival 1984) - video starts at 41:16